# Ternana Calcio 2011-2012
Questa pagina raccoglie le informazioni riguardanti la Ternana Calcio nelle competizioni ufficiali della stagione 2011-2012.

## Stagione
Nella stagione 2011-2012 la Ternana disputa il girone A del campionato di Prima Divisione, raccoglie 65 punti che sono valsi il primo posto con la conseguente promozione diretta in Serie B, la seconda promossa è la Pro Vercelli che ha vinto i Play-off. Per la Ternana dal ripescaggio in Prima Divisione sancito il 4 agosto 2011, alla promozione in Serie B dopo sei stagioni. Le fere hanno preso il comando alla settima giornata del torneo, senza più lasciarlo, anche se non si deve dimenticare che la formazione di Toscano ha beneficiato della penalizzazione di 7 punti del Taranto, per inadempienze economiche, che senza il -7 avrebbe chiuso il torneo davanti a tutti. E nonostante un finale con il fiato corto, una sola vittoria nelle ultime otto gare. Due gli attaccanti rossoverdi sugli scudi il potentino Angelo Raffaele Nolè con 13 reti ed il varesino Davide Sinigaglia con 12 centri. Nella Coppa Italia di Lega Pro la Ternana ha vinto il girone G di qualificazione, superando Chieti, Celano, Giulianova e Foligno. Poi nel primo turno ad eliminazione elimina (0-1) l'Aquila, mentre nel secondo turno lascia il torneo superata (2-4) dal Lanciano. Al termine del campionato le due vincitrici dei gironi di Prima Divisione, Spezia e Ternana si sono disputate in un doppio confronto la Supercoppa di Prima Divisione, vinta dallo Spezia.

## Rosa
| N. |                   | Ruolo | Calciatore                     |
| -- | ----------------- | ----- | ------------------------------ |
|    | Italia (bandiera) | P     | Stefano Ambrosi (capitano)     |
|    | Italia (bandiera) | P     | Carlo Camilli                  |
|    | Italia (bandiera) | P     | Fabio Virgili                  |
|    | Italia (bandiera) | D     | Luca Chianello                 |
|    | Italia (bandiera) | D     | Roberto De Giosa               |
|    | Italia (bandiera) | D     | Pasquale Daniele Fazio         |
|    | Italia (bandiera) | D     | Salvatore Ferraro              |
|    | Italia (bandiera) | D     | Fabio Pisacane (vice capitano) |
|    | Italia (bandiera) | D     | Mariano Stendardo              |
|    | Italia (bandiera) | C     | Andrea Arrigoni                |
|    | Italia (bandiera) | C     | Alessandro Bernardi            |
|    | Italia (bandiera) | C     | Matteo Camillini               |
|    | Italia (bandiera) | C     | Davide Carcuro                 |

| N. |                         | Ruolo | Calciatore               |
| -- | ----------------------- | ----- | ------------------------ |
|    | Argentina (bandiera)    | C     | Maximiliano Roldán Cejas |
|    | Italia (bandiera)       | C     | Claudio Della Penna      |
|    | Burkina Faso (bandiera) | C     | Salif Dianda             |
|    | Italia (bandiera)       | C     | Tobia Fusciello          |
|    | Italia (bandiera)       | C     | Massimo Gotti            |
|    | Italia (bandiera)       | C     | Crocefisso Miglietta     |
|    | Italia (bandiera)       | A     | Domenico Danti           |
|    | Italia (bandiera)       | A     | Emilio Docente           |
|    | Italia (bandiera)       | A     | Stefano Giacomelli       |
|    | Francia (bandiera)      | A     | Samir Lacheheb           |
|    | Italia (bandiera)       | A     | Gianluca Litteri         |
|    | Italia (bandiera)       | A     | Angelo Raffaele Nolé     |
|    | Italia (bandiera)       | A     | Davide Sinigaglia        |

## Risultati

### Lega Pro Prima Divisione

#### Girone di andata
| Arbitro: | Abbattista (Molfetta) |

|           |           |  |
| Gotti 30’ | Marcatori |  |

| Arbitro: | Gallo (Barcellona Pozzo di Gotto) |

|                                    |           |  |
| A. Dionisi 49’ (rig.) Floriano 68’ | Marcatori |  |

| Arbitro: | Coccia (San Benedetto del Tronto) |

|                             |           |            |
| Nolè 5’ (rig.) Pisacane 67’ | Marcatori | 39’ Coresi |

| Lumezzane 25 settembre 2011 4ª giornata | Lumezzane         | 0 – 0 | Ternana | Nuovo Stadio Comunale\| Arbitro: \| Bellotti (Verona) \| |
| Arbitro:                                | Bellotti (Verona) |       |         |                                                          |

| Arbitro: | Minelli (Varese) |

|                    |           |           |
| Gotti 10’ Nolè 22’ | Marcatori | 1’ Eusepi |

| Arbitro: | Roca (Foggia) |

|                      |           |  |
| Nolè 37’ Docente 84’ | Marcatori |  |

| Arbitro: | De Faveri (San Donà di Piave) |

|  |           |             |
|  | Marcatori | 62’ Litteri |

| Arbitro: | Maresca (Napoli) |

|              |           |  |
| Pisacane 22’ | Marcatori |  |

| Arbitro: | Penno (Nichelino) |

|             |           |                                  |
| Millesi 26’ | Marcatori | 5’ Fazio 36’ Sinigaglia 52’ Nolè |

| Arbitro: | Adducci (Paola) |

|                        |           |                               |
| Litteri 3’ Docente 76’ | Marcatori | 43’ Rodriguez 90+4’ M. Marchi |

| Ferrara 6 novembre 2011 11ª giornata | SPAL              | 0 – 0 | Ternana | Stadio Paolo Mazza\| Arbitro: \| Barbeno (Brescia) \| |
| Arbitro:                             | Barbeno (Brescia) |       |         |                                                       |

| Arbitro: | De Benedictis (Bari) |

|  |           |                              |
|  | Marcatori | 37’ Miglietta 46’ Sinigaglia |

| Terni 20 novembre 2011 13ª giornata | Ternana          | 0 – 0 | Sorrento | Stadio Libero Liberati\| Arbitro: \| Peretti (Verona) \| |
| Arbitro:                            | Peretti (Verona) |       |          |                                                          |

| Arbitro: | Borriello (Mantova) |

|  |           |                         |
|  | Marcatori | 39’ Bernardi 90+2’ Nolè |

| Arbitro: | Bindoni (Venezia) |

|           |           |  |
| Gotti 14’ | Marcatori |  |

| Arbitro: | Coccia (San Benedetto del Tronto) |

|                             |           |              |
| Molina 56’ W. Cruz 63’, 74’ | Marcatori | 72’ Pisacane |

| Arbitro: | Aureliano (Bologna) |

|                         |           |           |
| Carcuro 30’ Litteri 59’ | Marcatori | 41’ Diogo |

#### Girone di ritorno
| Arbitro: | Pasqua (Tivoli) |

|  |           |                                 |
|  | Marcatori | 45’, 48’ Sinigaglia 59’ Litteri |

| Arbitro: | Penno (Nichelino) |

|                  |           |  |
| Carcuro 31’, 71’ | Marcatori |  |

| Arbitro: | De Faveri (San Donà di Piave) |

|               |           |          |
| Galuppo 90+1’ | Marcatori | 78’ Nolè |

| Arbitro: | Maresca (Napoli) |

|                  |           |  |
| Bernardi 90+3+2’ | Marcatori |  |

| Arbitro: | Castrignanò (Brindisi) |

|            |           |           |
| Kabine 47’ | Marcatori | 69’ Cejas |

| Arbitro: | Abbattista (Molfetta) |

|  |           |                              |
|  | Marcatori | 2’ (rig.) Nolè 64’ Miglietta |

| Arbitro: | Pasqua (Tivoli) |

|                |           |             |
| Sinigaglia 28’ | Marcatori | 90’ Di Bari |

| Arbitro: | Ripa (Nocera Inferiore) |

|              |           |          |
| R. Perna 63’ | Marcatori | 56’ Nolè |

| Arbitro: | Gallo (Barcellona Pozzo di Gotto) |

|                        |           |               |
| Danti 41’ Bernardi 78’ | Marcatori | 83’ Cardinale |

| Pavia 18 marzo 2012 27ª giornata | Pavia             | 0 – 0 | Ternana | Stadio Pietro Fortunati\| Arbitro: \| Ghersini (Genova) \| |
| Arbitro:                         | Ghersini (Genova) |       |         |                                                            |

| Arbitro: | Bindoni (Venezia) |

|  |           |               |
|  | Marcatori | 52’ Castiglia |

| Arbitro: | Rocca (Vibo Valentia) |

|                |           |             |
| Sinigaglia 27’ | Marcatori | 82’ Boscaro |

| Sorrento 4 aprile 2012 30ª giornata | Sorrento         | 0 – 0 | Ternana | Stadio Italia\| Arbitro: \| Fabbri (Ravenna) \| |
| Arbitro:                            | Fabbri (Ravenna) |       |         |                                                 |

| Arbitro: | Roca (Foggia) |

|                           |           |  |
| Sinigaglia 2’, 28’ (rig.) | Marcatori |  |

| Vercelli 22 aprile 2012 32ª giornata | Pro Vercelli     | 0 – 0 | Ternana | Stadio Silvio Piola\| Arbitro: \| Maresca (Napoli) \| |
| Arbitro:                             | Maresca (Napoli) |       |         |                                                       |

| Arbitro: | Peretti (Verona) |

|                    |           |            |
| Litteri 31’ (rig.) | Marcatori | 83’ Defrel |

| Como 6 maggio 2012 34ª giornata | Como              | 0 – 0 | Ternana | Stadio Giuseppe Sinigaglia\| Arbitro: \| Penno (Nichelino) \| |
| Arbitro:                        | Penno (Nichelino) |       |         |                                                               |

### Supercoppa Prima Divisione
| Terni 13 maggio 2012 Andata | Ternana           | 0 – 0 | Spezia | Stadio Libero Liberati\| Arbitro: \| Bindoni (Venezia) \| |
| Arbitro:                    | Bindoni (Venezia) |       |        |                                                           |

| Arbitro: | Benassi (Bologna) |

|                                      |           |             |
| Evacuo 81’ (rig.) Ambrosi 85’ (aut.) | Marcatori | 71’ Docente |

### Coppa Italia Lega Pro

#### Fase eliminatoria a gironi
| Arbitro: | Verdenelli (Foligno) |

|                                |           |  |
| Nolè 40’ Sinigaglia 83’ (rig.) | Marcatori |  |

| Arbitro: | La Penna (Roma) |

|  |           |                         |
|  | Marcatori | 13’ Sinigaglia 32’ Nolè |

| Arbitro: | Ripa (Nocera Inferiore) |

|                                                              |           |  |
| Nolè 15’ (rig.), 26’ Docente 44’ Lacheheb 49’ Sinigaglia 68’ | Marcatori |  |

| Arbitro: | De Benedictis (Bari) |

|                               |           |                               |
| Cardarelli 32’ D. Messina 58’ | Marcatori | 26’ M. Stendardo 67’ Fuscello |

#### Fase a elimanzione diretta
| Arbitro: | Cifelli (Campobasso) |

|  |           |             |
|  | Marcatori | 64’ Rinaldi |

| Arbitro: | Dei Giudici (Latina) |

|                             |           |                                    |
| Litteri 29’ Della Penna 78’ | Marcatori | 6’, 28’, 73’ Chiricò 56’ Zeytulaev |